# FIFA Mobile
FIFA Mobile is een computerspel dat ontwikkeld is door Electronic Arts en voor het eerst uitkwam op 11 oktober 2016 tijdens Gamescom. Het sportspel wordt jaarlijks uitgebracht voor Windows, Android en iOS. In 2017 maakte EA bekend het spel niet langer voor Windows te publiceren.